# Пілінг
Пі́лінг або ексфоліа́ція (англ. peel — «знімати шкіру» або «сильно шкребти») в косметології — видалення, відлущування верхнього ороговілого шару шкіри. Мета цієї косметологічної техніки — поліпшити зовнішній вигляд шкіри за допомогою видалення відмерлих клітин з поверхні шкіри.

## Історія
Пілінг з'явився в Стародавньому Єгипті, як один з методів очищення шкіри.  У середні століття також використовувалося вино для хімічного пілінгу, а винна кислота виступала в ролі активного агента. В Азії пілінг також почали використовувати в період середніх століть і місцева практика цієї процедури тут налічує не одну сотню років.

## Типи
Залежно від речовин і методик, що використовуються, пілінг буває хімічний, ферментний, механічний, лазерний, радіохвильовий тощо. Будь-який вид пілінгу зменшує роговий шар, видаляє дрібні комедони, полегшує доступ до більш глибоких шарів шкіри, розширює пори та пом'якшує шкіру, що часто робить пілінг підготовчим процесом для подальших процедур. Також пілінг посилює поділ клітин базального шару, і шкіра стає гладкою та світлою, набуваючи більш молодого та здорового вигляду. За глибиною впливу пілінги діляться на поверхневі, серединні та глибокі.

## Механічний пілінг
Цей процес включає в себе механічне відлущування верхнього ороговілого шару шкіри за допомогою Скраб. Механічні скраби включають в себе мікроволокна тканин, відлущуючі часточки, подрібнений папір, подрібнені абрикосові кісточки та оболонки мигдалю, кристали цукру чи солі, пемзу та абразивні матеріалів, такі як губки, люффа, щіточки. При механічному пілінгу косметолог також може видаляти відмерлу шкіру своїми нігтями. Скраби для обличчя доступні для повсякденного вживання широкому колу споживачів. Людям з сухою шкірою слід уникати абразивних матеріалів, що містять в собі значну частину пемзи або подрібнених вулканічних порід. Пемза вважається гарним матеріалом для злущення шкіри ніг. Мікродермабразія та мікродіамандобразія також є механічними методи пілінгу.

## Хімічний пілінг
Хімічні відлущуючі засоби містять саліцилову, гліколеву, лимонну або яблучну кислоти, фруктові ензими. У значних концентраціях ці засоби можуть застосовуватися виключно медичними працівниками. Продукти ж, що містять нижчу концентрацію цих речовин, є доступними для широкого кола споживачів. Хімічний пілінг може включати в себе використання продуктів, які містять альфа-гідроксильні(АНА) і бета-гідроксильні кислоти (BHA), або ензими, що діють як клей, утримуючи разом відмерлі клітини, що полегшує процес їх видалення. Такий вид пілінгу рекомендований для лікування акне. В індустрії краси на території континентальної Європи широко використовуються властивості винограду, що мають застосування у винотерапії, яка з кожним роком стає все більш популярною.